# Radikal 23
Das Radikal 23 mit der Bedeutung „runde Schachtel“ ist eines von den 23 traditionellen Radikalen der chinesischen Schrift, die mit zwei Strichen geschrieben werden.
Mit 8 Zeichenverbindungen in Mathews’ Chinese-English Dictionary kommt es nur sehr selten im Lexikon vor. Auch im Kangxi-Wörterbuch gibt es nur 17 von insgesamt über 40.000 Schriftzeichen, die unter diesem Radikal zu finden sind.
In der jetzigen Form existiert das Radikal nur noch in Verbindungen. Einige Gelehrte halten es für einen Kasten ohne Vorderseite, aber mit Deckel, aus dem die Bedeutung „verstecken“ entstanden sei. Andere Gelehrte wiederum sehen darin einen zusammengerollten Stoff zum „Umwickeln“.
Beispiele für Zusammensetzungen mit diesem Radikal sind:
| Zeichen | Erklärung                                              |
| ------- | ------------------------------------------------------ |
| 區      | Bezirk (Kurzzeichen: 区) „viele Leute (品) sind in 匸“ |
| 匽      | verstecken, verheimlichen, unterdrücken                |

## Schriftzeichenverbindungen, die vom Radikal 23 regiert werden
| Striche | Zeichen  |
| ------- | -------- |
| +0      | 匸       |
| +02     | 匹区     |
| +06     | 匼       |
| +07     | 匽       |
| +09     | 匾 匿 區 |

 Im Unicodeblock Kangxi-Radikale ist das Radikal 23 unter der Codepointnummer 12.054 (U+2F16) codiert.